# Alburitel
Alburitel is een plaats (freguesia) in de Portugese gemeente Ourém en telt 1163 inwoners (2001).